# Pawnee (Illinois)
Pawnee es una villa ubicada en el condado de Sangamon en el estado estadounidense de Illinois. En el Censo de 2010 tenía una población de 2739 habitantes y una densidad poblacional de 838,65 personas por km².

## Geografía
Pawnee se encuentra ubicada en las coordenadas 39°35′37″N 89°34′57″O / 39.59361, -89.58250. Según la Oficina del Censo de los Estados Unidos, Pawnee tiene una superficie total de 3.27 km², de la cual 3.27 km² corresponden a tierra firme y (0%) 0 km² es agua.

## Demografía
Según el censo de 2010, había 2739 personas residiendo en Pawnee. La densidad de población era de 838,65 hab./km². De los 2739 habitantes, Pawnee estaba compuesto por el 96.53% blancos, el 0.44% eran afroamericanos, el 0.18% eran amerindios, el 0.07% eran asiáticos, el 0.04% eran isleños del Pacífico, el 0.07% eran de otras razas y el 2.67% pertenecían a dos o más razas. Del total de la población el 1.31% eran hispanos o latinos de cualquier raza.